# Mang‘it
Mangʻit (en uzbeko: Mangʻit, Манғит; en ruso: Мангит) es la sede del Distrito de Amudaryo en la república autónoma de Karakalpakstán dentro de Uzbekistán. Se encuentra en la frontera con Turkmenistán, a unos 10 kilómetros (6 mi) al noreste de la ciudad turcomana de Gubadag y a unos 10 kilómetros (6 mi) al oeste del río Amu Darya. Está a 50 kilómetros (31 mi) al sureste de Nukus, la capital de Karakalpakstán. Su población es de 33,200 (2016).

## Historia
Mangʻit fue el sitio de batallas durante la campaña rusa de Khiva en 1873. La primera batalla ocurrió un poco al norte de Mangʻit en la mañana del 20 de mayo de 1873, cuando las tropas rusas que avanzaban hacia el sur bajo el mando del General Nikolai Aleksandrovich Veryovkin fueron atacadas por las fuerzas turcomanas Yomut. Después de varios enfrentamientos feroces, los rusos repelieron a la caballería turcomana, que se retiró hacia Mangʻit. Las fuerzas rusas entraron en Mangʻit a las 3 p.m. de ese día y encontraron que los Yomut se habían marchado. Las tropas rusas mataron a varios habitantes uzbekos que permanecieron y dispararon contra la fuerza invasora desde las ventanas de las casas en la ciudad.
Mangʻit soviético se fundó formalmente el 18 de diciembre de 1957 y obtuvo el estatus de ciudad en 1973. Como en gran parte de la región, la economía se basa en el cultivo y procesamiento del algodón. Los principales empleadores son una planta de desmotado de algodón, servicios domésticos, talleres de hilado y costura, la planta hidroeléctrica de Mangit, el distrito de gas y las imprentas. Mangʻit cuenta con escuelas de educación general, bibliotecas, clubes y centros culturales, hospitales y otras instalaciones médicas.

## Demografía
| Población de Mangʻit | Población de Mangʻit | Población de Mangʻit | Población de Mangʻit | Población de Mangʻit | Población de Mangʻit | Población de Mangʻit | Población de Mangʻit | Población de Mangʻit |
| --- | -------------------- | -------------------- | -------------------- | -------------------- | -------------------- | -------------------- | -------------------- | -------------------- |
| Año | 1979                 | 1989                 | 1991                 | 2002                 | 2004                 | 2005                 | 2009                 | 2016                 |
| Población | 16 731               | 22 949               | 23 900               | 31 500               | 30 700               | 32 800               | 35 568               | 33 200               |
| ±% a. | —                    | +3.21 %              | +2.05 %              | +2.54 %              | −1.28 %              | +6.84 %              | +2.05 %              | −0.98 %              |
| Fuente: 1989: Censo de Población de Toda la Unión (enlace roto disponible en este archivo).; 1991: Gran Diccionario Enciclopédico; 2004: Diccionario Enciclopédico; 2016:<name="shaharlar" /> |                      |                      |                      |                      |                      |                      |                      |                      |

## Clima
| Climograma de Mangʻit | Climograma de Mangʻit | Climograma de Mangʻit | Climograma de Mangʻit | Climograma de Mangʻit | Climograma de Mangʻit | Climograma de Mangʻit | Climograma de Mangʻit | Climograma de Mangʻit | Climograma de Mangʻit | Climograma de Mangʻit | Climograma de Mangʻit |
| --- | --------------------- | --------------------- | --------------------- | --------------------- | --------------------- | --------------------- | --------------------- | --------------------- | --------------------- | --------------------- | --------------------- |
| E | F                     | M                     | A                     | M                     | J                     | J                     | A                     | S                     | O                     | N                     | D                     |
| 27 -3 -6 | 14 4 -3               | 31 16 4               | 21 27 9               | 7 36 16               | 3 40 19               | 1 38 22               | 2 35 20               | 1 29 13               | 6 22 6                | 14 1                  | 16 2 -6               |
| temperaturas en °C • totales de precipitación en mm fuente: |                       |                       |                       |                       |                       |                       |                       |                       |                       |                       |                       |
| Conversión sistema imperial\| E \| F \| M \| A \| M \| J \| J \| A \| S \| O \| N \| D \| \| 1.1 27 21 \| 0.6 39 27 \| 1.2 61 39 \| 0.8 81 48 \| 0.3 97 61 \| 0.1 104 66 \| 0 100 72 \| 0.1 95 68 \| 0 84 55 \| 0.2 72 43 \| 0.6 57 34 \| 0.6 36 21 \| \| temperaturas en °F • totales de precipitación en pulgadas \| \| \| \| \| \| \| \| \| \| \| \| |                       |                       |                       |                       |                       |                       |                       |                       |                       |                       |                       |
| E | F                     | M                     | A                     | M                     | J                     | J                     | A                     | S                     | O                     | N                     | D                     |
| 1.1 27 21 | 0.6 39 27             | 1.2 61 39             | 0.8 81 48             | 0.3 97 61             | 0.1 104 66            | 0 100 72              | 0.1 95 68             | 0 84 55               | 0.2 72 43             | 0.6 57 34             | 0.6 36 21             |
| temperaturas en °F • totales de precipitación en pulgadas |                       |                       |                       |                       |                       |                       |                       |                       |                       |                       |                       |

| E                                                         | F         | M         | A         | M         | J          | J        | A         | S       | O         | N         | D         |
| 1.1 27 21                                                 | 0.6 39 27 | 1.2 61 39 | 0.8 81 48 | 0.3 97 61 | 0.1 104 66 | 0 100 72 | 0.1 95 68 | 0 84 55 | 0.2 72 43 | 0.6 57 34 | 0.6 36 21 |
| temperaturas en °F • totales de precipitación en pulgadas |           |           |           |           |            |          |           |         |           |           |           |